# Лившиц, Нахим Аронович
Нахим Аронович Ли́вшиц (1908—1983) — учёный, один из ведущих советских специалистов в области систем автоматического управления. Один из главных разработчиков ЗРК С-25. Доктор технических наук, профессор, инженер-полковник.
Сын промышленника-миллионера.
Окончил Высшую военную электротехническую школу комсостава Рабоче-крестьянской Красной Армии (впоследствии Военная электротехническая академия связи им. С. М. Буденного (ВЭТАС), Военная академия связи (командная), с 1957 г. Военная академия связи им. С. М. Буденного).
Преподавал в ВЭТА, затем в Военной академии связи (командной) в г. Ленинграде. Утверждён в ученой степени доктора технических наук на основании защиты диссертации 9 октября 1939 г. при Совете Военной электротехнической академии РККА им. С. М. Буденного (Ленинград).
Во время войны — в эвакуации в Томске, работал в комитете учёных.
С 1950 г. — в московском КБ-1, куда перешёл по приглашению своего бывшего студента Серго Берия. В 1954 г. возглавил теоретическую лабораторию, созданную в целях выполнения решения СМ СССР «О разработке методов борьбы с ракетами дальнего радиуса действия». Принимал участие в создание системы ПРО, в частности - ЗРК С-25.
Одновременно с 1954 г. преподавал на созданной при КБ-1 базовой кафедре МФТИ, с 1956 зав. кафедрой № 71 («Автоматическое управление»).
Доктор технических наук, профессор, инженер-полковник.
Некоторые публикации:
- Теория и расчет элементов автоматических систем [Текст] / Н. А. Лившиц, Д. В. Спицын, А. В. Данилин; Под ред. Н. А. Лившиц. — Ленинград : Воен. электротехн. акад. Кр. Армии им. С. М. Буденного, 1939—1940. — 2 т.; 23-26 см.
- Частотные селекторы [Текст]. — Ленинград : Воен. электротех. акад. РККА им. т. Буденного, 1938. — 490 с. : черт.; 27 см.
- Теоретические основы расчета и конструкции аппаратуры телеуправления [Текст] : Утв. в качестве учебника для втузов. — Ленинград : ОНТИ, Глав. ред. энергетич. лит-ры, 1938 (Тип. «Кр. печатник»). — 282 с., 1 вкл. л. схем. : ил.; 26 см.
- Элементы селекторов [Текст] / Н. А. Лившиц. — Ленинград : изд-во и типо-лит. Воен. электротехн. акад. РККА им. т. Буденного, 1936. — Переплет, 608, [3] с., 2 вкл. л. черт. : черт.; 26х18 см.
- Вероятностный анализ систем автоматического управления [Текст] : [В 2 т.] / Н. А. Лившиц, В. Н. Пугачев. — Москва : Сов. радио, 1963. — 2 т.; 22 см.
- Корреляционная теория оптимального управления многомерными процессами [Текст] / Н. А. Лившиц, В. Н. Виноградов, Г. А. Голубев. — Москва : Сов. радио, 1974. — 327 с. : ил.; 17 см.
- Теория и расчет элементов автоматических систем [Текст] : Приводные механизмы / Н. А. Лившиц, Д. В. Спицын, А. В. Данилин; Под ред. Н. А. Лившица. — Ленинград : ВЭТА, 1939. — 305 с. : черт.; 24 см.
- Теория и расчет элементов автоматических систем [Текст] : Реле / Н. А. Лившиц, Д. В. Спицын, А. В. Данилин; Под ред. Н. А. Лившица; Воен. электротехн. акад. им. С. М. Буденного. — Ленинград ; Москва : Гонти. Ред. энергет. литературы, 1939. — 303 с., 2 л. табл. : черт., табл.; 26 см.

Коллекционер картин, свою коллекцию завещал Третьяковской галерее.